# Воррен Кілога
Воррен Кілога (англ. Warren Kealoha, 3 березня 1903 — 8 вересня 1972) — американський плавець.
Олімпійський чемпіон 1920, 1924 років.